# シロミミキジ
シロミミキジ（白耳雉、Crossoptilon crossoptilon）は、キジ目キジ科ミミキジ属に分類される鳥類。ミミキジ属の模式種。別名シロカケイ。

## 分布
- C. c. crossoptilon

中華人民共和国（雲南省北西部、四川省西部）
- C. c. dolani

中華人民共和国（青海省南部）
- C. c. drouynii

中華人民共和国（チベット自治区南東部）
- C. c. harmani　チベットシロミミキジ

インド北部、中華人民共和国（チベット自治区南東部）

## 形態
全長86-96センチメートル。翼長オス27.2-34センチメートル、メス26.5-30.8センチメートル。体重オス1.8-2.8キログラム、メス1.6-2キログラム。尾羽の枚数は20枚で、中央部の尾羽は房状にならない。頬から後頭にかけて羽毛がやや伸長する。ミミキジ属の属名Crossoptilon、および種小名crossoptilonは「房状の羽」の意で、頬から伸長する羽毛に由来する。また和名や英名earedはこの羽毛が耳のように見えることに由来する。しかし本種の羽毛は属内では発達せず不明瞭。頭頂の羽衣は黒い。尾羽は紫みを帯びた白や灰色で、先端は青緑色。
顔には羽毛が無く、赤い皮膚が裸出する。虹彩は橙色。嘴は赤みを帯びた黄色。
卵は長径6センチメートル、短径4.2センチメートル。殻は淡灰色や淡褐色、灰緑色。
- C. c. crossoptilon

胴体の羽衣は白く、翼は暗灰色。
- C. c. dolani

全身の羽衣は淡灰色、腹部の羽衣は白い。
- C. c. drouynii

全身の羽衣は白い。
- C. c. harmani　チベットシロミミキジ

全身の羽衣は灰色や青灰色、腰の羽衣や尾羽基部の上面を被う羽毛（上尾筒）は白い。

## 分類
亜種チベットシロミミキジを独立種とする説もある。
- Crossoptilon crossoptilon crossoptilon　Hodgson, 1838
- Crossoptilon crossoptilon dolani
- Crossoptilon crossoptilon drouynii
- Crossoptilon crossoptilon harmani　Elwes, 1881　チベットシロミミキジ

## 生態
標高3,000-5,000メートルにある森林などに生息する。冬季になると標高2,400-2,800メートル周辺まで移動する。
食性は雑食で、球根、果実などを食べる。
繁殖形態は卵生。木の根元に卵を産んだ例があり、4-7回の卵を産む。抱卵期間は24-25日。

## 人間との関係
開発による生息地の破壊、食用や飼育、剥製目的の乱獲などにより生息数は減少している。